# 法系
法系（ほうけい、英語：legal systems）とは、法の継受によって形成された法の系統の事である。

## 概要

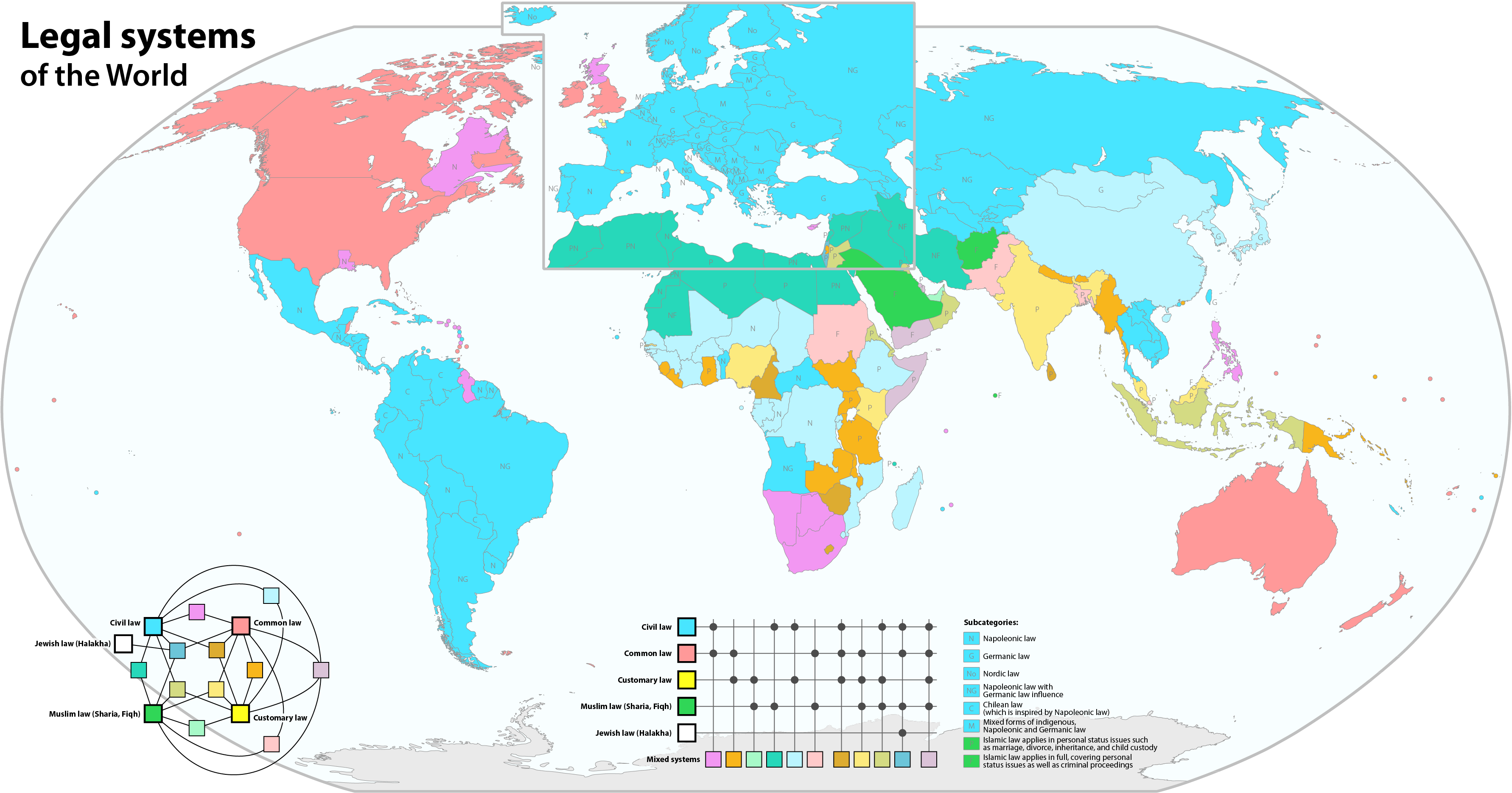
世界各国の法体系

大陸法系、英米法系、スカンディナビア法系、社会主義法系、律令法系など、各地で用いられている法令のシステムの事を指す。

## 語源
1880年代当時の英語"Legal genealogy"の穂積陳重による訳語である。法系によって分類した諸国の法を「法族」（"Families of law"）という。さらに、同人によれば、法の継受がなされた2国の法の関係を「母法」（"Parental law"または"Mother law"）・「子法」（"Filial law"）という。現代英語では"legal systems"と称される。